# Бредли Вудвард
Бредли Шон Вудвард (енгл. Bradley Sean Woodward; Канвал, 5. јул 1998) аустралијски је пливач чија ужа специјалност су трке леђним стилом. 
Такође је активан и у служби спашавања на води.

## Спортска каријера
Прво велико пливачко такмичење на ком је Вудвард наступио је било светско јуниорско првенство 2015. у Сингапуру, док је деби на сениорским такмичењима имао 2017. на митингу светског купа у малим базенима у Пекингу, где је освојио шесто место у трци на 200 леђно. 
Прве медаље у каријери је освојио на Играма комонвелта у Гоулд Коусту 2018, два сребра у појединачним тркама на 100 и 200 леђно, а пливао је и за аустралијску штафету у квалификацијама трке на 4×100 мешовито (аустралијски тим је у финалу освојио златну медаљу). 
Дебитантски наступ на светским првенствима је имао у корејском Квангџуу 2019. где је  пливао у квалификацијама на 100 леђно (24. место) и 200 леђно (18. место). 